# Красноивановка
Красноива́новка (укр. Красноіванівка, Коншиновка, Коншино) — село,
Грушеватский сельский совет,
Пятихатский район,
Днепропетровская область,
Украина.
Код КОАТУУ — 1224581205. Население по переписи 2001 года составляло 568 человек .

## Географическое положение
Село Красноивановка примыкает к селу Грушеватка,
на расстоянии в 0,5 км расположено село Нерудсталь,
в 3-х км — город Пятихатки.
По селу протекает пересыхающий ручей с запрудой.
Рядом проходят автомобильная дорога Т-0419 и
железная дорога, станция Красноивановка в 1-м км.

## История
- Дворянин Коншин Михаил Афанасьевич в 1839 году, владевший селом, окончил Царскосельский лицей (Санкт-Петербург), затем служил чиновником по особым поручениям при генерал-губернаторе Западной Сибири, умер в 1902 году в своем имении близ Красноивановки. Его жена часто устраивала громкие пиры. Его сын Михаил Михайлович (1866 г.р.) до 1917 года работал мировым судьей Саксаганского участка. Во время Гражданской войны в имении Коншиных останавливались Нестор Махно (1888-1934) и Маруся Никифорова (1883-1919) со своими отрядами. После революции – член коллегии защитников, проживал в Пятихатках с женой и 4 малыми детьми[2]
- В 1925-1987 годах был центром Красноивановского сельского совета.

## Объекты социальной сферы
- Фельдшерский пункт.
- публичная сельская библиотека - филиал № 11 Пятихатской ЦБС

## Достопримечательности
- Братская могила советских воинов.